# Lepárlási görbe
Lepárlási görbe: ha egy szénhidrogén elegyet szabványos készülékben desztillálnak és meghatározzák a hűtő végén megjelenő első párlat lecseppenéséhez tartozó desztillációs hőmérsékletet (kezdő forráspontot) és rendre a térfogatszázalékokban kifejezett párlatmennyiséghez tartozó desztillációs hőmérsékletet, illetőleg azt a hőmérsékletet, ahol az egész anyagmennyiség átdesztillál (végforráspont), akkor a felvett adatok alapján a lepárlási görbe megszerkeszthető. Az átlagos forráspont azon hőmérsékletek összegének ötödrésze, amelyek a vizsgált termék 10, 30, 50, 70 és 90 térfogatszázalékának átdesztillálásakor a készülékben uralkodnak.